# Chatfield (Minnesota)
Chatfield é uma cidade localizada no estado americano de Minnesota, no Condado de Fillmore e Condado de Olmsted.

## Demografia
Segundo o censo americano de 2000, a sua população era de 2394 habitantes.
Em 2006, foi estimada uma população de 2507, um aumento de 113 (4.7%).

## Geografia
De acordo com o United States Census Bureau tem uma área de
5,2 km², dos quais 5,2 km² cobertos por terra e 0,0 km² cobertos por água. Chatfield localiza-se a aproximadamente 308 m acima do nível do mar.

## Localidades na vizinhança
O diagrama seguinte representa as localidades num raio de 20 km ao redor de Chatfield.